# Крайтен, Карлроберт
Карлроберт Крайтен (нем. Karlrobert Kreiten; 26 июня 1916, Бонн — 7 сентября 1943, Берлин) — немецкий пианист, жертва нацизма.
Сын нидерландского композитора Тео Крайтена и его жены, певицы Эмми Крайтен, урождённой Либергезелль. По матери правнучатый племянник палеонтолога Иоганна Карла Фульрота. По отцу приобрёл нидерландское подданство и сохранял его всю жизнь, хотя жил и работал преимущественно в Германии.
Вырос в Дюссельдорфе, где его отец преподавал в консерватории, в возрасте десяти лет дебютировал с программой из произведений Вольфганга Амадея Моцарта и Франца Шуберта, в январе 1928 года исполнил 23-й концерт Моцарта с оркестром под управлением Ханса Вайсбаха. В 1929—1934 гг. учился в Кёльнской консерватории у Петера Дама. В 1933 году на Международном конкурсе пианистов в Вене был удостоен диплома с серебряной медалью, в том же году получил Премию Мендельсона. В 1935—1937 гг. продолжил учёбу в Вене под руководством Хедвиг Розенталь, после чего обосновался в Берлине, где брал уроки у Клаудио Аррау, впоследствии вспоминавшего о нём как о выдающемся музыканте. Успешно исполнял музыку Людвига ван Бетховена, произведения романтического репертуара, сочинения Сергея Прокофьева и Игоря Стравинского.
3 мая 1943 года Крайтен был арестован в Гейдельберге накануне сольного концерта. Его обвинили в том, что в разговоре с подругой его матери, у которой он снимал комнату для репетиций, он негативно отозвался об Адольфе Гитлере и выразил мнение, что Германия проигрывает Вторую мировую войну: женщина рассказала об этом соседке и знакомой, которые донесли о состоявшемся разговоре в гестапо. Несмотря на попытки заступничества со стороны коллег-музыкантов, включая личное письмо Вильгельма Фуртвенглера Йозефу Геббельсу, 3 сентября Народная судебная палата под председательством Роланда Фрейслера приговорила Крайтена к смертной казни. Через четыре дня музыкант был повешен. В газете 12 Uhr Blatt был опубликован фельетон Вернера Хёфера «Деятель искусства — пример и образец» (нем. Künstler — Beispiel und Vorbild), требовавший от деятелей искусства извлечь урок из судьбы Крайтена. В послевоенное время в связи с этой статьёй разные журналисты вели против сделавшего успешную карьеру Хёфера многолетнюю борьбу, которая привела к его отставке только в 1987 году.
В 1947 году были опубликованы отдельным изданием короткие воспоминания отца пианиста, «Тот, кто любим богами» (нем. Wen die Götter lieben). В 1984 году издан диск с сохранившимися записями Крайтена (пьесы Шопена, Брамса, Отмара Шёка и Крайтена-старшего, а также вальс Иоганна Штрауса «На прекрасном голубом Дунае» в фортепианном переложении Тео Крайтена). Судьбе Крайтена посвящены пьеса Генриха Рименшнайдера «Гибель Карлроберта К.» (нем. Der Fall Karlrobert K.; 1984) и роман Хартмута Ланге «Концерт» (нем. Das Konzert; 1986, в дальнейшем также инсценирован). Имя пианиста носят улицы в Бонне (нем. Karlrobert-Kreiten-Straße), Кёльне (нем. Karlrobert-Kreiten-Straße) и Дюссельдорфе (нем. Kreitenstraße).